# Nyelv
A nyelv az emberi kommunikáció legáltalánosabb eszköze, tagolt, egymástól elkülöníthető jelekből alkotott jelrendszer. A nyelv minden társas tevékenység nélkülözhetetlen feltétele, s meghatározó szerepet játszik az egyének gondolkodásában is. Az egyéni nyelvi stílus a nyelvezet.
A nyelv legelterjedtebb típusa az emberi beszéden alapul. Ennek két megnyilvánulási formáját különböztetjük meg: a beszélt nyelvet, és annak írott formáját, vagy formáit. A beszélt nyelv alapját az artikuláltan kiejtett beszédhangok alkotják. Az írott nyelv – melynek szabályait a nyelv helyesírása adja meg – nagyon gyakran a beszélt nyelvtől részben független forma, és a beszélt formától függetlenül is fejlődhet, alakulhat. (Jellemző példa erre a norvég nyelv, melynek egy fő beszélt formája, a norsk nem kevesebb mint négy írott formában jelenhet meg helyesen: a Bokmål és a Nynorsk a két hivatalos forma, a Riksmål és a Høgnorsk pedig nem hivatalos, de használt formák. Ugyanezen függetlenséget mutatják a helyesírás szabályainak változásai, amik általában nem járnak a beszélt nyelv változásával.)
A beszélt nyelv használatát kiegészítik a különböző metakommunikációs jelzések: hanglejtés, hangsúly, gesztusok stb. Az írott nyelvben szerepüket az írásjelek veszik át, jóval kisebb hatékonysággal.
A beszélt nyelv mellett a nyelv másik típusa a jelnyelv. Szócikkünk a beszélt nyelvről szól. A nyelvvel a nyelvészet tudománya foglalkozik.

## Elméletek a nyelv kialakulásáról
A beszélt nyelv előzményének sok tudós egyfajta gesztusnyelvet tételez fel, a siketek mai jelnyelvének primitív ősét. A kézzel való kommunikációt lehetővé tevő esemény az emberős két lábra állása volt, és elképzelhető, hogy a másik ekkor bekövetkező változás, az eszközhasználat kifinomultabbá válása és a beszéd között is van összefüggés.
Más elképzelések szerint az emberi nyelv kialakulásában az alapvetően „a lusta ember” (homo economicus) egyik legalapvetőbb belső célja nyilvánul meg, nevezetesen az, hogy az ember Zipf egyik törvénye szerint (a legkisebb erőkifejtés törvénye) minden tevékenységében a legkisebb munkával akar „boldogulni”. Eszerint az „első” emberi nyelv a feltehetően a még ma is használt mutogatásból, gesztusokból fejlődött tovább a hangképzés irányába, mert a hangszalag igénybevétele kevesebb energiával jár.
Az ember további önkímélési és energiamegtakarítási igyekezete eredményeképpen létrejött számítástechnikai eszközöknek szintén van nyelvük, amelyekhez képest az emberi nyelv abban különbözik, hogy az előző nyelvek kontextustól függetlenek (context-free), míg az emberi nyelv megmaradt kontextus-érzékenynek, azaz szükség van a nyelvi megnyilatkozások értelmezéséhez a körülmények alaposabb ismeretére is, ami a gépnél nem jellemző.
A számítógép szempontjából – az abban használt nyelvek szabályai ugyanis nem engedik meg, hogy kétértelműségek, „az attól függ” bizonytalan állítások forduljanak elő – a gép működése lehetetlen lenne az emberi nyelvet jellemző, az annak gazdag kontextusával járó nyílt, kiszámíthatatlan értelmezési körülmények között. Érdekes ugyanakkor, hogy a fennmaradás szempontjából éppen ez a kötődéshez, értelmezéshez, vagyis összekapcsolódást lehetővé tevő nyitottság, sok mindenhez való kapcsolódás (connectivity) az előnyös tulajdonság, és a kötött, csak egy bizonyos értelmezési keretben létező jelentésű nyelv, vagy nyelvi elem napjai meg vannak számlálva.
Ebből következik, hogy az emberi nyelvet alkotó szókincsből, megnyilatkozásokból, vagy egyéb elemekből is azok maradnak fenn tartósan, amelyek sokféle helyzetben használhatóak, és nem kötődnek csupán egyetlen eseményhez, dologhoz stb. amelynek elmúltával és jelentőségének csökkenésével akár maga a jelölő szó is kivész a használatból. Ezért maradhattak fenn a Biblia tanításai, a közmondások és a személynevek, hogy csak néhány példát említsünk.

### A nyelv mint ösztön
A nyelv mint ösztön egy olyan felfogásmód, mely a nyelvet alapvető pszichológiai képességnek tekinti.
A nyelv azonban nem olyan kulturális termék, melyet úgy tanulunk meg, mint a legtöbb alapvető emberi képességünket, mások és magunk állandó monitorozása útján. A nyelv sokkal inkább agyunk biológiai felépítésének elkülönült része, összetett, specializált készség, mely spontán módon, mindenféle erőfeszítés vagy tanítás nélkül fejlődik ki a gyerekekben. Használata során nem tudatosul a mögötte rejlő logika, minden egyénben minőségileg ugyanolyan, ugyanakkor különbözik azoktól az általánosabb képességektől, melyek segítségével az emberek az információt feldolgozzák. Ezen gondolatok alapján helyénvaló tehát a nyelvre egyfajta ösztönként tekinteni, hiszen a nyelv a Homo sapiens tekintetében olyan, mint bármely más állatfajnál egy ösztönös, csak az adott fajra jellemző viselkedés.
Ha a nyelvről az ösztön értelmében gondolkodunk, kiléphetünk a mindennapi gondolkodás korlátai közül. A nyelv ugyanis nem feltétlenül kulturális találmány, vagy a szimbólumhasználat képességének általános megnyilvánulása, hiszen egy kisgyermek is lehet nyelvhasználatában egy zseni, ugyanakkor teljes mértékben inkompetens a közlekedési táblákban, vagy a jelek tudományának más területein.
A nyelv működése rendkívül távol áll a tudatosságtól; gondolataink természetesen, erőfeszítés nélkül jönnek ki a szánkon. Amikor mondatokat értünk meg, a szavak folyama átlátható; automatikus módon látunk át a mondat értelmén. Azonban próbáljunk csak meg egy számítógépet beprogramozni arra, hogy megértse nyelvünket, és a mindennapi nyelv máris más színben tűnik fel. A könnyedség, az átláthatóság, az automatikusság csak illúzió, mely nyelvünk hihetetlen gazdagságát, szépségét takarja el előlünk.
A nyelv ösztönként való felfogását először Darwin fogalmazta meg 1871-ben. Az ember származása című könyvében szembe kellett néznie a nyelvvel, mert a tény, hogy a nyelv csupán az emberi fajt jellemzi, komoly kihívás volt számára.
Darwin arra a megállapításra jutott, hogy a nyelvi képesség „ösztönös hajlam egy mesterség elsajátítására”, egyfajta terv, mely nem az ember különleges képessége, hanem más fajoknál, például az éneket megtanuló madarakra is jellemző.
A nyelv ösztönön alapuló felfogása csupán azok számára elfogadhatatlan, akik a nyelvet az emberi értelem csúcspontjának tekintik, és az ösztönökre, csupán mint állati impulzusokra gondolnak. Darwin egyik követője, William James is megjegyezte, hogy az ösztönnel rendelkező élőlényeknek nem kell feltétlenül „végzetes automataként” cselekedniük. Szerinte az emberek rendelkeznek mindazokkal az ösztönökkel, mint az állatok, illetve még sok mással is, intelligenciánk pedig a sok egymással versenyző ösztön kölcsönhatásának eredménye. Valójában pedig az emberi gondolkodás ösztönszerű természete az, ami nagyon megnehezíti, hogy magát a gondolkodást ösztönnek tekintsük.
Századunkban a legismertebb érv nyelvünk ösztönszerű felfogásával kapcsolatban Noam Chomskytól származik. Az 1950-es években a társadalomtudományokat a behaviorizmus uralta. Az olyan mentális fogalmakat, mint „tudni”, „gondolkozni” tudománytalanságnak gondolták. Chomsky azonban két fontos tényre hívta fel a figyelmet a nyelvvel kapcsolatban. Először is arra, hogy minden egyes mondat, melyet kiejtünk a szavak teljesen új kombinációjából jön létre. A nyelv ezért nem lehet egyszerűen a válaszok repertoárja. Az agyban kell lennie valamilyen programnak, mely véges számú szóból, végtelen számú mondatot épít fel. Ezt a programot nevezzük mentális nyelvtannak.
A másik tény az, hogy a gyermekek nagyon gyorsan kifejlesztik magukban ezeket a bonyolult nyelvtanokat minden formális oktatás nélkül, és miközben nőnek, következetes módon értelmezik a teljesen új, korábban nem hallott mondatokat. Ezért a gyerekeknek már születésükkor rendelkezniük kell egy tervvel, mely minden egyes emberi nyelv nyelvtanára érvényes, az Univerzális Grammatikával, mely segít nekik abban, hogyan lehet szüleik beszédéből kivonni anyanyelvük mondattani mintázatait.
A kutatások során Chomsky és más nyelvészek létrehozták a mentális grammatika elméletét, mely az egyes emberek nyelvének nyelvtanát határozza meg, valamint az Univerzális Grammatika elméletét, mely az egyes nyelvek grammatikája mögött húzódik meg.

## A nyelvi univerzálék
A beszéd szükségszerűen valamelyik nyelven fogalmazódik meg, ezeknek pedig számos egyedi sajátossága van. A világszerte beszélt több ezer nyelv azonban igen sok közös vonást is mutat, ezeket nyelvi univerzáléknak nevezzük. Ilyenek:
- (írásban) a közlés minden nyelven főleg mondatok formájában történik;
- az elemek legnagyobb része önkényes, a jelölő és a jelölt között nincs logikai megfelelés;
- az elemekkel szemben a mondatok nem adottak a beszélő számára, hanem ő alkotja meg azokat valamilyen kötött szabályok szerint;
- minden nyelv kettős tagoltságú: az elemek és a mondatok hangtani és nyelvtani szinten szerkesztődnek;
- a hangok száma kötött (általában ötven alatt van, de maximum száz lehet), az elemek száma viszont százezres nagyságrendű lehet, a szókészlet pedig korlátlanul bővíthető;
- minden nyelvben megvannak a szófaji kategóriák, bár nem mindegyikben ugyanúgy.

## A világ nyelvei
A Földön a beszélt nyelvek száma körülbelül 6000, de ezek felét kevesebb mint 3000 ember beszéli. A különféle dialektusok száma elérheti a 20 ezret. A beszélt nyelvek száma rohamosan csökken, a szakértők szerint a ma beszélt nyelvek fele eltűnik 50-150 éven belül. A nyelvek 60-80%-a veszélyeztetett (ez azt jelenti, hogy 100 év múlva nem lesznek azon a nyelven beszélő gyerekek).

## A nyelvek osztályozása
|  | Indoeurópai |  | Dravida        |  | Ausztronéz    |  | Altaji |
|  | Sino-tibeti |  | Niger-kongói   |  | Kam-thai      |  | Uráli  |
|  | Afroázsiai  |  | Nílus-szaharai |  | Ausztroázsiai |  | Indián |

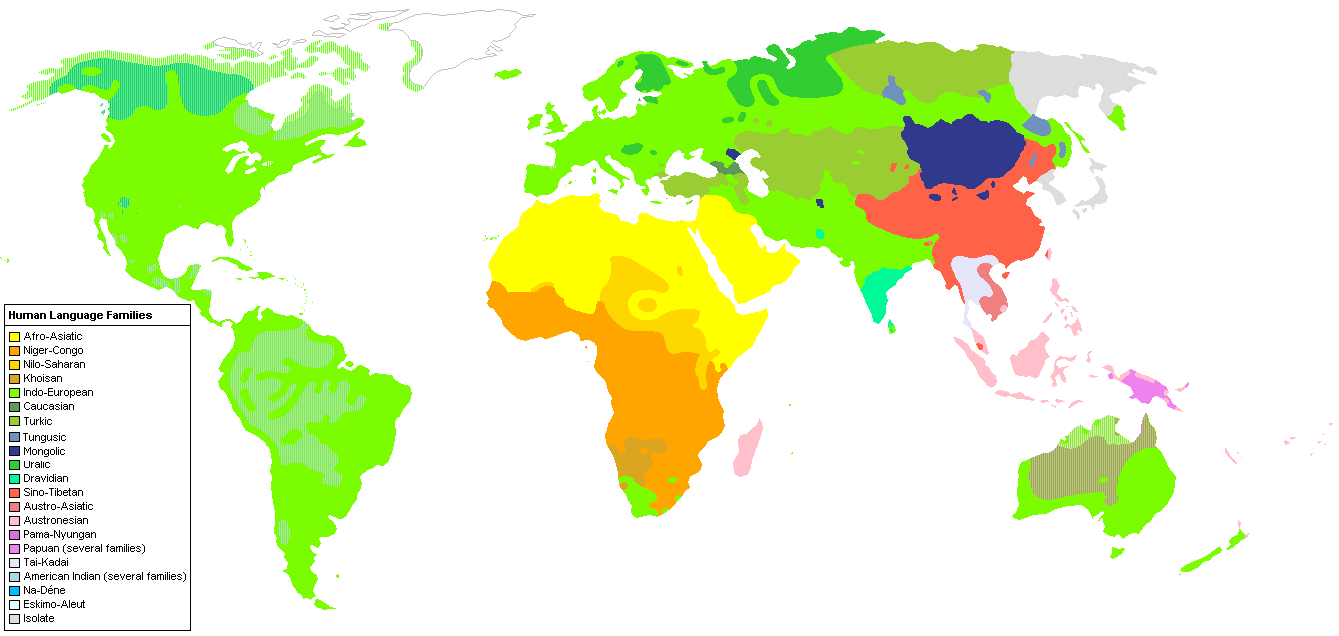
Az emberi nyelvcsaládok mai eloszlása
A legnagyobb nyelvcsaládok:

A világ nyelveit alapvetően három különböző szempont szerint lehet osztályozni. Nyelvcsaládba tartozás szerint, így a genetikus osztályozást kapjuk; nyelvek tipológiai sajátosságai szerint, akkor a nyelvtipológiai osztályozással van dolgunk ill. egyes nyelvi áreák szerint, mikor nagyobb területi egységek szerint csoportosítunk. Greenberg a fenti három szempontból a genetikust határozta meg legfontosabbnak. (Fontosságuktól függetlenül nem zárnak ki más egyéb nyelvi osztályozás lehetőségét.)

### Genetikus
Az egyes nyelvek közös őseinek, majd ezek őseinek stb. kikövetkeztetése összehasonlító módszerek segítségével történik. Az így létrejövő családfa megbízhatósága természetesen az időbeli távolság növekedésével egyenes arányban csökken, az egyes nyelvcsaládok alapnyelve már csak kikövetkeztetett lehet, a minden emberi nyelv egyetlen közös ősnyelvre való visszavezetése pedig igencsak nehezen kivitelezhető. (A mellette szóló bizonyítékok inkább az általános nyelvészet tárgykörébe tartozó nyelvi univerzálék – lásd fentebb.)

### Tipológiai
- izoláló vagy analitikus: a nyelvtani viszonyokat szórenddel, szócsoportok alakításával fejezik ki (angol, kínai, vietnámi);
- agglutináló (azaz ragasztó) vagy affixáló: a nyelvtani viszonyokat több szóelem összekapcsolásával fejezik ki (török, magyar; finn); a kelet-afrikai szuahéli nyelvről is azt szokták mondani, hogy agglutináló, ám ez a nyelv előtagokkal (prefixekkel) ragoz, és vannak névszó osztályai (azaz nyelvtani nemei). Így tehát az agglutináló nyelveknek is vannak kategóriái.
- flektáló (azaz hajlító) vagy szintetikus: a nyelvtani viszonyokat a szó hangalakjának megváltoztatásával fejezik ki (német, latin, ógörög).
- inkorporáló (azaz bekebelező) vagy poliszintetikus: e nyelvekben egyetlen, bonyolult morfémasorral fejeznek ki olyan tartalmakat, amelyeknek más nyelvekben szószerkezetek felelnek meg. Az inkorporáló nyelvek egyetlen szava is tehát izoláló vagy agglutináló nyelvekben egész mondatnak felel meg. Példa: az indián oneida „gnaglaslizaks” „szó” jelentése: „Keresek egy falut.” Példák inkorporáló nyelvekre: több amerikai indián nyelv (oneida), Szibéria egyes régi nyelvei, de a legtöbb formális nyelv is közel áll az inkorporáló típushoz).

Általában azonban a nyelvek többsége nem csak egy kategóriába tartozik.

### Areális
Az areális nyelvészet egy nagyobb térségben egymás szomszédságában élő népek gyakran nem rokon nyelveinek kölcsönhatását vizsgálja. Ezen kölcsönhatás során hasonló vagy azonos alakok, rendszerbeli sajátosságok keletkeznek, s a hatás lehet olyan szoros is, hogy a genetikus kapcsolatokon is túlmenő egyezéseket mutat föl. Ez a nyelvi szövetség (Sprachbund), melyre tipikus példa a balkáni nyelvek